# Henrik Wann Jensen
Henrik Wann Jensen (* 1969 in Harlev, Dänemark) ist ein dänischer Computergrafik-Ingenieur.

## Werdegang
Henrik Wann Jensen ist Chief Scientist von Luxion (Hersteller von KeyShot) und emeritierter Professor der University of California, San Diego.  Zuvor hatte er Positionen an der Stanford University, am MIT, bei Weta Digital, bei Mental Images und Pixar Animation Studios inne. 1993 erhielt er seinen M.Sc. in Elektrotechnik und 1996 seinen Ph.D. in Informatik an der DTU.

## Forschungsgebiete
Seine Forschung konzentriert sich auf die Erstellung fotorealistischer Bilder aus 3D-Modellen. Zu seinen Beiträgen zur Computergrafik gehören der Photon Mapping Algorithmus für globale Beleuchtung und die erste Technik zur effizienten Simulation der Streuung unter der Oberfläche in durchscheinenden Materialien. Seine Bilder erschienen auf den Titelseiten des National Geographic Magazine und der SIGGRAPH-Verfahrenspapiere.

## Auszeichnungen
Er erhielt einen Oscar für technische Verdienste der Academy of Motion Picture Arts and Sciences für die Herstellung der speziellen transparenten Haut von Gollum in Herr der Ringe. Er erhielt auch ein Sloan-Stipendium und wurde vom US-amerikanischen Magazin Popular Science als einer der zehn besten Wissenschaftler ausgewählt.

## Werke
- Henrik Wann Jensen: Realistic Image Synthesis Using Photon Mapping. Taylor & Francis Inc, 2001, ISBN 1-56881-147-0.